# Hesperoferus
Hesperoferus is een kevergeslacht uit de familie van de boktorren (Cerambycidae). De wetenschappelijke naam van het geslacht werd voor het eerst geldig gepubliceerd in 1971 door Demelt.

## Soorten
Hesperoferus omvat de volgende soorten:
- Hesperoferus machadoi (Sama, 1983)
- Hesperoferus roridus (Brullé, 1838)